# Nemzetközösségi királyság

Nemzetközösségi királyságnak (angolul Commonwealth realm) nevezzük a Nemzetközösség azon tizenöt tagját (Egyesült Királyság, Kanada, Ausztrália, Új-Zéland, Antigua és Barbuda, Bahama-szigetek, Belize, Grenada, Jamaica, Pápua Új-Guinea, Saint Kitts és Nevis, Saint Lucia, Saint Vincent és a Grenadine-szigetek, Salamon-szigetek, Tuvalu), melyek államformája monarchia és uralkodójuk a mindenkori brit uralkodó. A nemzetközösségi királyságok a korábbi brit domíniumokból alakultak ki, a brit korona fennhatósága alatt álló domíniumokból önálló királyságok (realm) lettek.
Az angolban a „dominion” („domínium”, „birtok”) szót is használják rájuk. E szó használata az 1950-es évek óta egyre ritkább, de még ma is használatos a III. Károlyt uralkodójukként elfogadó országokra, kivéve az Egyesült Királyságot. A Nemzetközösségről szóló szövegekben a „dominion” vagy a „realm” szó használata egyértelműen jelöli a Nemzetközösségi Királyságot, egyéb esetekben melléjük kell tenni a „Nemzetközösségi” (Commonwealth) jelzőt.
Ezek az államok független királyságok és Károly a brit Korona jogán mindegyiknek külön-külön uralkodója, azaz ezen monarchiák perszonálunióban állnak egymással. (Ugyanilyen viszonyban volt egymással az Angol Királyság és a Skót Királyság, mielőtt egyesülve 1707-ben létrehozták Nagy-Britannia (Egyesült) Királyságát. Minden királyságban az ott történelmileg kialakult uralkodói címet viseli. E címek szerepelnek III. Károly brit király címei között is.
A Nemzetközösségen belül még hat monarchia van, az önálló nemzetközösségi monarchiák, ezeknek azonban nem a III. Károly az államfőjük, hanem saját, külön uralkodóval rendelkeznek. A szervezet 34 tagja nemzetközösségi köztársaság, ezek államfője az adott ország köztársasági elnöke. Minden nemzetközösségi tagállam elismeri ugyanakkor  III. Károlyt a Nemzetközösség fejének (angolul: Head of the Commonwealth, latinul: Consortionis Populorum Princeps).

## Kormányzatuk
Az Egyesült Királyságon kívüli Nemzetközösségi Királyságokban a királyt az általa kinevezett főkormányzó (governor-general) képviseli. A főkormányzót csaknem minden királyságban a miniszterelnök javaslatára nevezi ki. A Salamon-szigeteken és Tuvalun a miniszterelnöknek a javasolt személyről a törvényhozással is konzultálnia kell. Pápua Új-Guinea főkormányzójáról a helyi parlament szavaz. 
Az Egyesült Királyságon belül a királyt államtanácsos (Counsellor of State) helyettesíti, másutt főkormányzó (governor-general). Utóbbin kívül Ausztráliában minden tagállamban külön kormányzó (governor) képviseli az uralkodót, Kanadában minden tartományban alkormányzó (lieutenant-governor), az Új-Zélandhoz tartozó Cook-szigeteken pedig királyi képviselő (Queen's Representative).
Ezek a hivatalnokok egy alkotmányos monarchia uralkodójának csaknem minden jogosítványával rendelkeznek. Ez többnyire szimbolikus jogokat és kötelezettségeket jelent, de vannak ezen felüli fenntartott jogaik is, a királyi jogok.
Valamennyi Nemzetközösségi Királyság tagja a Nemzetközösségnek, de külön alcsoportként megkülönböztetendők a korábbi brit gyarmatokból létrejött Nemzetközösség többi tagjától. Magán a Nemzetközösségen belül nem különbözők a jogaik a többi tagországétól, amelyek között egyébként a Nemzetközösségi királyságokon kívül is vannak még monarchiák, csak ezeknek nem a brit király az uralkodója. Ilyenek Brunei, Lesotho, Malajzia, Szváziföld és Tonga.

Kanada nagypecsétje (Great Seal of Canada), a trónon ülő II. Erzsébet és az ország címerének ábrázolásával.
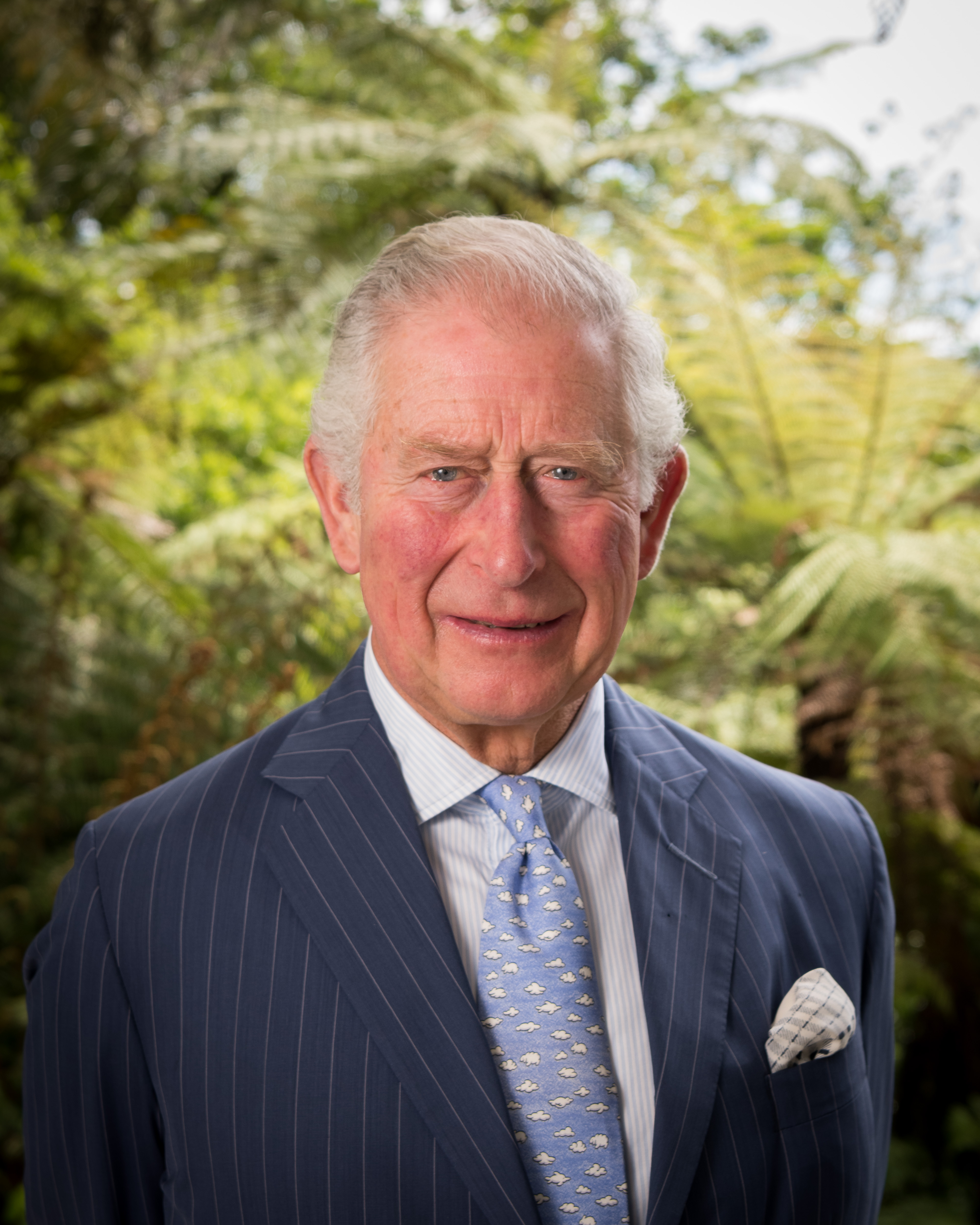
III. Károly király hivatalos nemzetközösségi portréja

## A jelenlegi Nemzetközösségi királyságok
| Zászló | Ország                                | Mióta                                                                       | A király címe | Királyi zászló |
| ------ | ------------------------------------- | --------------------------------------------------------------------------- | --- | -------------- |
|        | Antigua és Barbuda                    | Függetlensége, 1981 óta                                                     | Harmadik Károly, Isten kegyelméből Antigua és Barbuda királya és más királyságaié és területeié, a Nemzetközösség feje.                                                  | Nincs          |
|        | Ausztrália                            | A westminsteri statútum elfogadása óta (1942, visszaható hatállyal 1939-ig) | Harmadik Károly, Isten kegyelméből Ausztrália királya és más királyságaié és területeié, a Nemzetközösség feje.                                                          | Nincs          |
|        | Bahama-szigetek                       | Függetlensége, 1973 óta                                                     | Harmadik Károly, Isten kegyelméből a Bahamák királya és más királyságaié és területeié, a Nemzetközösség feje.                                                           | Nincs          |
|        | Belize                                | Függetlensége, 1981 óta                                                     | Harmadik Károly, Isten kegyelméből Belize királya és más királyságaié és területeié, a Nemzetközösség feje.                                                              | Nincs          |
|        | Kanada                                | A westminsteri statútum, 1931 óta                                           | Harmadik Károly, Isten kegyelméből az Egyesült Királyság, Kanada és más királyságai és területei királya, a Nemzetközösség feje, a hit védelmezője.                      |                |
|        | Grenada                               | Függetlensége, 1974 óta                                                     | Harmadik Károly, Isten kegyelméből Nagy-Britannia és Észak-Írország Egyesült Királyság és Grenada királya és más királyságaié és területeié, a Nemzetközösség feje.      | Nincs          |
|        | Jamaica                               | Függetlensége, 1962 óta                                                     | Harmadik Károly, Isten kegyelméből Jamaica királya és más királyságaié és területeié, a Nemzetközösség feje.                                                             | Nincs          |
|        | Új-Zéland                             | A westminsteri statútum elfogadása, 1947 óta                                | Harmadik Károly, Isten kegyelméből Új-Zéland királya és más királyságaié és területeié, a Nemzetközösség feje, a hit védelmezője.                                        | Nincs          |
|        | Pápua Új-Guinea                       | Függetlensége, 1975 óta                                                     | Harmadik Károly, Isten kegyelméből Pápua Új-Guinea királya és más királyságaié és területeié, a Nemzetközösség feje.                                                     | Nincs          |
|        | Saint Kitts és Nevis                  | Függetlensége, 1983 óta                                                     | Harmadik Károly, Isten kegyelméből Saint Kitts és Nevis királya és más királyságaié és területeié, a Nemzetközösség feje.                                                | Nincs          |
|        | Saint Lucia                           | Függetlensége, 1979 óta                                                     | Harmadik Károly, Isten kegyelméből Saint Lucia királya és más királyságaié és területeié, a Nemzetközösség feje.                                                         | Nincs          |
|        | Saint Vincent és a Grenadine-szigetek | Függetlensége, 1979 óta                                                     | Harmadik Károly, Isten kegyelméből Saint Vincent királya és más királyságaié és területeié, a Nemzetközösség feje.                                                       | Nincs          |
|        | Salamon-szigetek                      | Függetlensége, 1978 óta                                                     | Harmadik Károly, Isten kegyelméből a Salamon-szigetek királya és más királyságaié és területeié, a Nemzetközösség feje.                                                  | Nincs          |
|        | Tuvalu                                | Függetlensége, 1978 óta                                                     | Harmadik Károly, Isten kegyelméből Tuvalu királya és más királyságaié és területeié, a Nemzetközösség feje.                                                              | Nincs          |
|        | Egyesült Királyság                    |                                                                             | Harmadik Károly, Isten kegyelméből Nagy-Britannia és Észak-Írország Egyesült Királyság és más királyságai és területei királya, a Nemzetközösség feje, a hit védelmezője |                |

(lásd még: III. Károly király címeinek listája: https://en.wikipedia.org/wiki/List_of_titles_and_honours_of_Charles_III)
Történelmi és praktikus okokból az Egyesült Királyságot gyakran megkülönböztetik a többi királyságtól. Itt él a király, az Egyesült Királyságban ezért nincs főkormányzó, a király kapcsolata pedig közvetlen és személyes a kormányzattal, ami más királyságok esetében nem lehetséges. Brit nézőpontból a többi királyságot ezért gyakran „tengerentúli királyságok” néven említik.
A Cook-szigetek 1981-es alkotmánya szerint a szigetek államfője Új-Zéland uralkodója, de ha Új-Zélandon változás áll be az utódlásban, ez a Cook-szigeteken csak abban az esetben válik hatályossá, ha a helyi törvényhozás ratifikálja, III. Károly esetében ezt megtették, vagyis ő a szigetek királya.

## III. Károly zászlaja a Nemzetközösségi Királyságokban

III. Károly király hivatalos monogramja [https://en.wikipedia.org/wiki/Charles_III#/media/File:Royal_Cypher_of_King_Charles_III.svg

A király csak az Egyesült Királyságban használja a brit királyi lobogót; külön zászlója van Ausztráliában, Kanadában, Új-Zélandon és Jamaicán. A zászló az adott ország címerét tartalmazta és a "CR III" betűket (Carlus Rex III., Károly király utalóan), felette koronával. Mint a Nemzetközösség feje, szintén rendelkezett egy zászlóval. Ezt a Nemzetközösség céljaira használták, vagy akkor, ha az uralkodó olyan nemzetközösségi országba látogatott, amely nem ismerte el államfőjének. Korábban az uralkodónak külön zászlaja volt Sierra Leonében, Mauritiuson, Máltán, Barbadoson, illetve Trinidad és Tobagón is, ezeket azonban nem használták, miután ezek az országok köztársasággá váltak.

## A főkormányzók zászlaja
Saját zászlajuk van a főkormányzóknak is, oroszlánnal, királyi koronával és alul egy tekercsen az adott ország nagybetűs nevével. Kanada főkormányzója egyedi zászlóval rendelkezik, amelyen az oroszlán juharlevelet visz.